# Damjan Đoković
Damjan Djoković, né le 18 avril 1990 à Zagreb en Croatie. Il joue actuellement au poste de milieu relayeur au  CFR Cluj.

## Biographie
Né à Zagreb en Croatie d'un père serbe et d'une mère croate, Djoković emménage dans sa jeunesse aux Pays-Bas. Après avoir passé quelques saisons dans des clubs néerlandais, il part en Slovaquie au Spartak Trnava et il retourne dans son pays natal en Croatie en 2010, au HNK Gorica. Djoković rejoint Monza en janvier 2011. Le 31 août 2011, il signe à Cesena pour 220,000 €. 

### Bologne FC (2013-2015)
Le 25 juin 2013, il est échangé avec Andrea Ingegneri de Bologne, en copropriété pour le prix de 1,4 million €, mais il est immédiatement prêté dans le club roumain du CFR Cluj. L'année suivante, il est prêté a Livourne.

### Gazélec Ajaccio (2015-2016)
Le 22 juillet 2015, il signe pour 2 saisons chez le promu en Ligue 1, le GFC Ajaccio. Il est laissé libre après la relégation du club en Ligue 2.
Entre octobre 2016 et juin 2017, il passe successivement au Greuther Fürth, au Spezia Calcio et enfin au HNK Rijeka.

### CFR Cluj (2017 -2021)
Laissé libre par le HNK Rijeka, il retourne au CFR Cluj le 4 septembre 2017.

### Çaykur Rizespor
Le 25 janvier 2021, il est transféré au club turc Çaykur Rizespor pour un prix de 1,61 million d'euros.